# Giovanni Ticozzi
Giovanni Ticozzi (Pasturo, 5 agosto 1897 – Lecco, 19 febbraio 1958) è stato un partigiano italiano, presidente del CLN a Lecco.

## Biografia
Da febbraio 1917 partecipò alla prima guerra mondiale come soldato degli alpini, prima sul Montello e poi sul Piave, e nel 1918 fu promosso al grado di sottotenente. Al termine del conflitto fu insignito di una medaglia d'argento al valor militare.
Venne ordinato sacerdote nel 1923. Insegnò lettere antiche presso il liceo classico Alessandro Manzoni di Lecco e ne fu preside dal 1941. 
Dall'inizio del 1943 fu, in rappresentanza dei cattolici, in uno dei due Comitati antifascisti di Lecco. e dopo l'8 settembre fu nominato presidente del Comitato di Liberazione Nazionale di Lecco e divenne l'anima ed il centro di tutta la resistenza di Lecco.
Il 30 ottobre 1944, dietro delazione, fu arrestato dalla Guardia nazionale repubblicana di Lecco e trasferito prima al carcere di San Donnino a Como e successivamente il 22 dicembre a Milano, in una cella di San Vittore. A marzo del 1945 fu scarcerato grazie all'accordo tra tedeschi e Ildefonso Schuster, arcivescovo di Milano che consentiva di trasferire i sacerdoti in odore di antifascismo presso l'ospizio di Cesano Boscone.
Fu reintegrato nella direzione del liceo Manzoni il 7 maggio 1945 e ne detenne la presidenza fino al 1958
Durante il secondo dopoguerra, fu una figura di spicco nella vita culturale di Lecco: organizzò un circolo culturale e contribuì alla redazione dello statuto del gruppo alpinistico dei Ragni della Grignetta. Il suo libro di memorie intitolato: Frammenti di Vita fu pubblicato postumo nel 1959. Fu sepolto nel cimitero di Pasturo.
Secondo lo storico Giorgio Cavalleri nel libro Il custode del carteggio il 23 giugno del 1946 ad Oggiono don Giovanni Ticozzi avrebbe ricevuto una copia del carteggio Churchill-Mussolini

## Inititolazioni
Alla sua memoria sono dedicati l'istituto comprensivo Lecco2 "Don Giovanni Ticozzi", un viale a Lecco e una via a Pasturo.